# Вакулівка
Ваку́лівка (у минулому — Красна Вакулівка) — село в Україні, у Роздільнянській міській громаді Роздільнянського району Одеської області. Населення становить 729 осіб. Належить до Виноградарського старостинського округу.

## Історія
Під час Голодомору в Україні 1932—1933 років в селі загинуло 5 осіб:
- Бельчик Леонтій Сильвестрович
- Бодюл Любов Михайлівна
- Висоцький Василь Петрович
- Козлова Катерина Яківна
- Цуркан Меланія Аверіївна[2];

жителів хутора Садки — 2 людини:
- Болотін Яків Іванович
- Робозей Олексій Дем'янович[3];

Станом на 1 вересня 1946 року хутір Вакулівка був частиною Виноградарської сільської ради, яка була у складі Біляївського району.
У 1965 році село у складі Виноградарської сільради перейшло в підпорядкування від Біляївського до Роздільнянського району.
12 вересня 1967 року до складу Вакулівки увійшло колишнє село Садки.
У результаті адміністративно-територіальної реформи село ввійшло до складу Роздільнянської міської територіальної громади та після місцевих виборів у жовтні 2020 року було підпорядковане Роздільнянській міській раді. До того село входило до складу ліквідованої Виноградарської сільради.

## Населення
Згідно з переписом УРСР 1989 року чисельність наявного населення села становила 671 особа, з яких 299 чоловіків та 372 жінки.
За переписом населення України 2001 року в селі мешкало 675 осіб.
2010—725
2011—727
2012—728
2013—724
2014—731
2015—729

### Мова
Розподіл населення за рідною мовою за даними перепису 2001 року:
| Мова       | Відсоток |
| ---------- | -------- |
| українська | 93,93 %  |
| російська  | 4,73 %   |
| молдовська | 1,04 %   |
| білоруська | 0,15 %   |
| румунська  | 0,15 %   |

## Постаті
- Старінський Василь Олександрович (2006—2024) — солдат збройних сил України, учасник російсько-української війни.